# Mathilde von Guaita
Mathilde von Guaita, geboren als Mathilde Thérèse Amalie Mumm  (* 26. Januar 1815 in Frankfurt am Main; † 19. Januar 1890 ebenda) war eine kunstsinnige vermögende Mäzenin und Dame der Gesellschaft mit vielfachen verwandtschaftlichen Verbindungen zu bekanntesten Familien nicht nur der Stadt Frankfurt am Main.

## Leben
Sie stammt aus einer nach Frankfurt zugezogenen aber hier bereits länger ansässigen Familie Mumm, deren einzelne Familienmitglieder durch Bankgeschäfte und Handel zu erheblichen Wohlstand gekommen waren. Am 22. Mai 1837 heiratete sie in Frankfurt Anton Friedrich Leberecht von  Guaita (* 19. Januar 1814 in Frankfurt; † 6. März 1875 ebenda).
Er war ein Sohn des einflussreichen begüterten mehrfachen Frankfurter Bürgermeisters Georg Friedrich von Guaita  (1772–1851) und  seiner Ehefrau Madeleine Marie-Françoise Caroline  genannt Meline (1788–1861), einer geborenen Brentano. Sowohl die Vorfahren der Familie Guiata, als auch die der Familie Brentano waren früher vom Comer See/Lombardei nach Frankfurt zugewandert.
Das Ehepaar Mathilde und Leberecht von Guaita hatte mehrere Kinder, u. a.:
- Georg Friedrich Gottlieb von Guaita (1838–1862) 24 Jahre
- Bettina Catharina Elisabeth von Guaita (1839–1890),[1] 51 Jahre, verheiratet 8. Juni 1861 mit Ludwig (Louis) Bernus (1831–1930)[2]
- Georg Philipp Clemens Max von Guaita (1842–1903) 61 Jahre
- Louis Hermann Freimund von Guaita (1846–1878) 34 Jahre

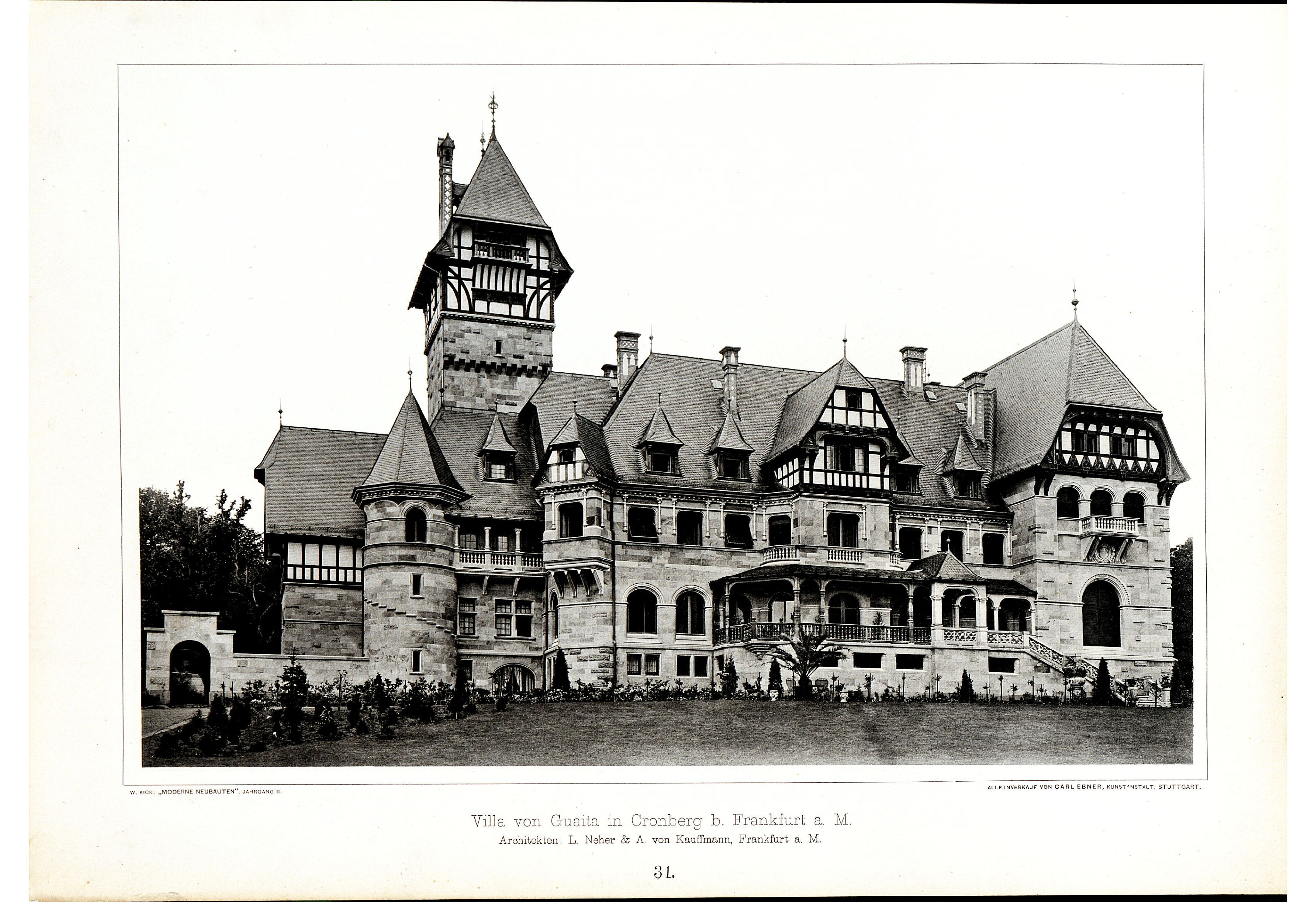
Villa Guaita, Kronberg im Taunus, 1893 erbaut – 1961 abgebrochen

Ihr Sohn Max von Guaita (1842–1903) ließ 1893, drei Jahre nach ihrem Tode in Kronberg von bekannten Architekten als Sommersitz die prächtige Villa Guaita auf ca. zwölf Hektar Grund errichten. Laut einer Aufstellung (Basis 1910) zählte mit 16–17 Millionen Vermögen und einem Jahreseinkommen von ca. 0,75 Millionen Reichsmark seine 1909 verstorbene Witwe Frau Sophie verw. Geh. Kommerzienrat Max v. Guaita, geb. Levé, in der Stadt Cronberg zu den 100 reichsten Personen des Kaiserreiches. Ihr Verwandter Heinrich Fritz Mumm von Schwarzenstein heiratete ihre Enkelin Emilie von Guaita (1882–1953) und ließ ebenfalls in Kronberg eine Villa Mumm / Haus Kastanienhöhe als Sommersitz erbauen. Auch dessen Vater, der Bankier Albert Mumm von Schwarzenstein, Frankfurt am Main. Seniorchef des 1805 gegründeten Frankfurter Bankhauses A. Mumm & Co.,vermählt mit der sehr vermögenden rheinischen Industriellentochter Eugenie Scheibler, zählte in derselben  Aufstellung (Basis 1910) mit 16–17 Millionen Vermögen und einem Jahreseinkommen von ca. 0,78 Millionen Reichsmark zu den 100 reichsten Personen des Kaiserreiches.
1974, damit 84 Jahre nach ihrem Tod, ließ die Stadt Kronberg im Stadtpark zu ihren Ehren eine übergroße Gedenkschale aufstellen.
Heute noch erinnern Briefwechsel, Ölbilder, Fotografien und/oder Kunstobjekte, an sie.